# Таоцзян
Таоцзя́н (кит. упр. 桃江, пиньинь Táojiāng) — уезд городского округа Иян провинции Хунань (КНР).

## История
16 февраля 1952 года юго-западная часть уезда Иян Специального района Иян (益阳专区) была выделена в отдельный уезд Таоцзян. 13 ноября того же года Специальный район Иян был расформирован, и уезд перешёл в состав Специального района Чандэ (常德专区). В декабре 1962 года был воссоздан Специальный район Иян, и уезд вернулся в его состав. В 1970 году Специальный район Иян был переименован в Округ Иян (益阳地区).
Постановлением Госсовета КНР от 7 апреля 1994 года округ Иян был преобразован в городской округ.

## Административное деление
Уезд делится на 12 посёлков, 2 волости и 1 национальную волость.

## Экономика
В уезде развиты сельское хозяйство, пищевая промышленность и экотуризм, а также выращивание и переработка бамбука, производство из бамбука средств традиционной китайской медицины, посуды, столовых приборов, мебели, музыкальных инструментов и строительных материалов. По состоянию на 2024 год площадь посадки бамбука в уезде составляла более 76,6 тыс. га; насчитывалось более 30 предприятий, занимающихся глубокой переработкой бамбуковых побегов, с годовым объемом производства 3,8 млрд юаней; совокупная стоимость продукции бамбукового сектора составила 30 млрд юаней (4,12 млрд долл. США), в отрасли было занято около 160 тыс. человек.

## Достопримечательности
- Живописный район «Бамбуковое море» («Чжухай хуаньцзин») в поселке Таохуацзян
  - 56-метровая смотровая башня в виде бамбукового побега
  - Бамбуковый музей